# 下田雄大
下田 雄大（しもだ たかひろ）は、日本の放送作家。日本脚本家連盟所属。大阪府大阪市出身。
かつては「三豊クリーニング」というお笑いコンビで活動し、第16回「今宮子供えびすマンザイ新人コンクール」こども大賞受賞。

## 担当番組・企画

### 現在のレギュラー・スペシャル番組

#### 日本テレビ
- ダウンタウンDX
- 秘密のケンミンSHOW極

#### テレビ朝日
- M-1グランプリ

#### フジテレビ
- Ｒ-1グランプリ
- 爆笑そっくりものまね紅白歌合戦スペシャル
- ものまね王座決定戦
- めざまし８
- フジサンケイグループ広告大賞

#### 東海テレビ
- 千原ジュニアのヘベレケ

#### BS10
- THE仕事人

ほか

### 過去のレギュラー番組

#### 日本テレビ
- 松紳

#### TBSテレビ
- 中居正広の金曜日のスマイルたちへ

#### フジテレビ
- バイキング
- ガチャムク
- お笑い芸人歌がうまい王座決定戦スペシャル
- お笑い芸人親子で漫才王座決定戦スペシャル
- 新春かくし芸大会2008
- ＦＮＳ26時間テレビ2009
- ライオンのごきげんよう
- さんま・福澤のホンマでっか!?ニュース

#### テレビ朝日
- GET SPORTS

#### テレビ東京
- おはスタ

#### NHK BS
- ザ・プロファイラー 〜夢と野望の人生〜

ほか